# Arthroleptis kidogo
Espèce
Statut de conservation UICN

 CR B1ab(iii) : 
En danger critique
Arthroleptis kidogo est une espèce d'amphibiens de la famille des Arthroleptidae.

## Répartition
Cette espèce est endémique de Tanzanie. Elle se rencontre à 830 m d'altitude dans les monts Nguru.

## Étymologie
Le nom spécifique kidogo vient du kiswahili kidogo, très petit, en référence à la taille de cette espèce.

## Publication originale
- Blackburn, 2009 : Description and phylogenetic relationships of two new species of miniature Arthroleptis (Anura: Arthroleptidae) from the Eastern Arc Mountains of Tanzania. Breviora, Museum of Comparative Zoology, no 517, p. 1-17 (texte intégral).